# Li Yifeng
Li Yifeng (chino simplificado: 李 易 峰, Pinyin: Lǐ Yifeng; nacido el 4 de mayo de 1987-), es un actor y cantante chino.

## Biografía
En el 2006 se unió a la Universidad Sichuan Normal, de donde se graduó en 2010 especializándose en radiodifusión y anfitrión.
Es buen amigo del actor William Chan.

## Carrera
Como actor es miembro de la agencia "H&R Century Pictures Co., Ltd".
Como cantante es miembro de la agencia "Sony Music China".
Yifeng alcanzó fama en el 2007 cuando se unió al concurso de canto y de talentos My Hero.
El 9 de febrero del 2011 se unió al elenco principal de la serie Sunny Happines donde interpretó a Xiang Yunchao, el segundo protagonista principal masculino, hasta el final de la serie el 5 de marzo del mismo año. Por su interpretación ganó en la categoría de "mejor nuevo artista", por su participación en la serie durante los premios 3rd China TV Drama.
En el 2015 clasificó en el noveno lugar de la lista de "Forbes China Celebrity".
Ese mismo año se unió al elenco de la película Mr. Six (老炮儿) donde interpretó a Zhang Xiaobo, el hijo de Mr. Six (Feng Xiaogang).
En el 2016 fue nombrado como "Embajador de Espectadores Chinos" para la presentación de la película Batman v Superman: Dawn of Justice.
El 5 de septiembre del mismo año se unió al elenco de la serie Sparrow (麻雀) donde interpretó a Chen Shen, un hombre silencioso pero resistente y leal que trabaja como barbero pero que en realidad es un agente encubierto para el Partido Comunista, hasta el final de la serie 20 de octubre del mismo año.
En abril del 2018 realizó su concierto durante su cumpleaños 31.
El 23 de febrero del 2020 se unió al elenco principal de la serie Wait In Beijing (我在北京等你) donde dio vida a Xu Tian, hasta el final de la serie el 18 de marzo del mismo año.
Ese mismo año se unirá al elenco principal de la serie militar The Glory of Youth (号手就位) donde interpretará a Xia Chu.
En el 2021 se unirá al elenco principal de la serie Mirror: Twin Cities (镜·双城).

## Filmografía

### Series de televisión
| Año             | Título                                     | Personaje              | Canal (es)            | Notas                    |
| --------------- | ------------------------------------------ | ---------------------- | --------------------- | ------------------------ |
| 2021 - presente | Mirror Twin Cities (镜双城)                | -                      | -                     | [ 11 ] [ 12 ]            |
| 2020 - presente | The Glory of Youth (号手就位)              | Xia Chu                | -                     | [ 13 ]                   |
| 2020 - presente | Fearless Whispers (隐秘而伟大)             | Gu Yaodong             | -                     | [ 14 ]                   |
| 2020            | Wait In Beijing (我在北京等你)             | Xu Tian                | Hunan TV              | 46 episodios             |
| 2016            | Sparrow (麻雀)                             | Chen Shen              | Hunan TV              | 61 episodios             |
| 2016 - 2017     | Noble Aspirations 2 (青云志2)              | Zhang Xiaofan / Gui Li | Beijing TV            | 18 episodios             |
| 2016            | Noble Aspirations (青云志)                 | Zhang Xiaofan          | Hunan TV              | 58 episodios             |
| 2015            | The Lost Tomb (盗墓笔记)                   | Wu Xie                 | iQiyi (Viki)          | 12 episodios (web-serie) |
| 2015            | Legend of Fragrance (活色生香)             | Ning Zhiyuan           | HBS: HNTV             | 42 episodios             |
| 2014            | The Joyfully Pretty Enemy (欢天喜地俏冤家) | Chen Sanliu            | CCTV-8                |                          |
| 2014            | Tiny Times (小时代之折纸时代)              | Jian Xi                | Youku                 |                          |
| 2014            | Swords of Legends (古剑奇谭)               | Baili Tusu / Han Yunxi | HBS: NTV              | 50 episodios             |
| 2013            | Daughter's Return (千金归来)               | Lin Hao                | LeTV                  | 50 episodios             |
| 2012            | Love Actually (愛的蜜方)                   | Chen Liyang            | HBS: HNTV             |                          |
| 2012            | Bounty Hunter (赏金猎人)                   | Yu Tai                 | HBS: HNTV             |                          |
| 2012            | Happy Michelin Kitchen (幸福三顆星)        | Xiang Yunchao          | AHBC: Anhui TV, CTV   | (cameo)                  |
| 2012            | White Lies (真爱谎言)                      | Jiang Xiyu             | JRTS: Jiangxi TV, CTi |                          |
| 2011            | Sunny Happiness (幸福最晴天)               | Xiang Yunchao          | AHBC: Anhui TV, CTV   | 25 episodios             |
| 2010            | Happy & Love Forever (幸福一定强)          | Lu Sen                 | AHBC: Anhui TV        |                          |
| 2009            | The Prince of Tennis 2 (加油! 网球王子 II) | Zuo Bo                 | SMG: Dragon TV        |                          |

### Películas
| Año  | Título                              | Personaje    | Notas                                                                                 |
| ---- | ----------------------------------- | ------------ | ------------------------------------------------------------------------------------- |
| 2020 | My People, My Homeland              | -            | junto a Deng Chao, Dong Zijian, Yang Zi, Karry Wang, Li Chen, Wang Ziwen y Liu Haoran |
| 2018 | Animal World (动物世界)             | Zheng Kaisi  | junto a Michael Douglas, Zhou Dongyu, Cao Bingkun y Wang Ge                           |
| 2017 | The Founding of an Army (建军大业)  | He Changgong | (cameo) - junto a Liu Ye, Zhu Yawen, Huang Zhizhong, Oho Ou, Liu Haoran y Ma Tianyu   |
| 2017 | Guilty of Mind (心理罪)             | Fang Mu      |                                                                                       |
| 2015 | Mr. Six (老炮儿)                    | Zhang Xiaobo |                                                                                       |
| 2015 | Fall In Love Like A Star (怦然星动) | Su Xingyu    |                                                                                       |
| 2015 | Forever Young (栀子花开)            | Xu Nuo       | junto a Zhang Huiwen, Leon Zhang, Wei Daxun, Jiang Jinfu, Wang Youshuo y Chai Ge      |
| 2011 | Lovesick (恋爱恐慌症)               | Cui Ailun    |                                                                                       |

### Programas de variedades
| Año                  | Programa                            | Notas                   |
| -------------------- | ----------------------------------- | ----------------------- |
| 2019 - presente      | I Want to Play Basketball (Game On) | miembro y capitán       |
| 2014-2016, 2018-2019 | Happy Camp                          | 10 episodios - invitado |

### Anuncios
| Año  | Título                             | Notas |
| ---- | ---------------------------------- | ----- |
| 2020 | Dove Chocolate                     |       |
| 2020 | 3CE Stylenanda Lip Color           | -     |
| 2015 | Green Tea Cleansing Oil            | -     |
| 2015 | Mengniu Real Fruit                 | -     |
| 2015 | Tebu (XTep)                        | -     |
| 2015 | Master of Green Tea                | -     |
| 2015 | Nián lèshì shǔ piàn                | -     |
| 2015 | Lingshi                            | -     |
| 2014 | "Tomb" - Hand Tour                 | -     |
| 2014 | OPPO N3 Phone                      | -     |
| 2014 | QQ Browser                         | -     |
| 2014 | Ease Credit Mobile Social Software | -     |
| 2007 | Chengdu Food Festival              | -     |

### Revistas / sesiones fotográficas
| Año  | Título                                                       | Notas                      |
| ---- | ------------------------------------------------------------ | -------------------------- |
| 2020 | China Profiles (中华儿女)                                    |                            |
| 2020 | Esquire China Magazine                                       | (publicación de marzo)     |
| 2020 | Southern Metropolis Entertainment                            | [ 15 ]                     |
| 2020 | Hugo Boss                                                    |                            |
| 2019 | 出色WSJ                                                      | junto a Kim Hankook        |
| 2019 | The Movie Channel’s New Media Center x Harper’s Bazaar China |                            |
| 2019 | Cosmopolitan China x Chanel                                  |                            |
| 2019 | GQ China                                                     | (publicación de noviembre) |
| 2019 | GQ China                                                     | (tema: "All Eyes On You")  |
| 2019 | Bazaar Men China                                             | (publicación de junio)     |

### Embajador
| Año   | Título            | Notas     |
| ----- | ----------------- | --------- |
| 2020- | Audi A4L          | Embajador |
| 2020- | 3CE               | Embajador |
| 2020- | Hugo Boss         | Portavoz  |
| 2019- | Lukfook Jewellery | Portavoz  |

### Eventos
| Año  | Título                                                  | Notas             |
| ---- | ------------------------------------------------------- | ----------------- |
| 2021 | 2021 GQMOTY Person of the Year Cremony                  | invitado          |
| 2020 | Hunan TV New Year Concert 2021                          | interpretó "约定" |
| 2019 | CCTF Spring Bud Project 30 Years Achievement Conference | en Beijing        |
| 2019 | I Love You China                                        |                   |

## Discografía

### Álbumes
| Año                     | Título                          | Compañía discográfica    | Notas |
| ----------------------- | ------------------------------- | ------------------------ | ----- |
| 10 de noviembre de 2014 | Yifeng's Love Letter (易峰情书) | Sony Music Entertainment |       |
| 29 de octubre de 2010   | That Song (那首歌)              | EQ Record                |       |
| 17 de mayo de 2009      | Mr. Child (小先生)              | EQ Record                |       |
| 20 de julio de 2008     | Ferris Wheel (摩天轮)           | EQ Record                |       |
| 19 de noviembre de 2007 | Four Leaf Clover (四叶草)       | -                        |       |

### Singles
| Año  | Canción                                                | Álbum                                          | Notas                                      |
| ---- | ------------------------------------------------------ | ---------------------------------------------- | ------------------------------------------ |
| 2019 | "The Brightest Star in the Night Sky" (夜空中最亮的星) | Interpretado en los 32nd Golden Rooster Awards | junto a William Chan, Du Jiang y Zheng Kai |
| 2018 | "Tiny Yet Great" (渺小却伟大)                          | -                                              |                                            |
| 2018 | "Role" (角色)                                          | -                                              | junto a Lexie Liu                          |
| 2017 | "Love in the Spring Bud" (爱在春蕾)                    | Tema Musical del proyecto "Spring Bud"         | junto a Hao Wei                            |
| 2016 | "Time Cracks" (时间裂缝)                               | OST de "Noble Aspirations 2"                   |                                            |
| 2015 | "The Price of Love" (爱的代价)                         | OST de "Mr Six"                                | junto a Feng Xiaogang                      |
| 2015 | "Please Contact Me" (请跟我联络)                       | OST de "Fall in Love Like a Star"              |                                            |
| 2015 | "In a Rare You" (年少有你)                             | OST de "Forever Young"                         |                                            |
| 2015 | "Goodbye Goodbye" (再见再见)                           | OST de "Forever Young"                         |                                            |
| 2015 | "What I Want, I Want It Now" (我要的现在就要)          | OST de "Choice"                                |                                            |
| 2014 | "Warm Heart Stings" (心如玄铁)                         | OST de "Legend of Fragrance"                   |                                            |
| 2014 | "Sword of Heart" (剑心)                                | OST de "Swords of Legends"                     |                                            |
| 2014 | "Sword Wound" (剑伤)                                   | OST de "Swords of Legends"                     |                                            |
| 2012 | "Underworld" (江湖)                                    | OST de "Bounty Hunter"                         |                                            |
| 2008 | "Believe in Love" (相信爱)                             | -                                              | (canción para caridad)                     |
| 2008 | "Little Girl Don't Cry" (娃娃不哭)                     | -                                              | (canción para caridad)                     |
| 2008 | "To Shine Brillantly" (大放异彩)                       | Canción del tema Olímpico                      | junto a Hu Haiquan                         |
| 2007 | "The One I Love Hurts Me The Most" (我爱的人伤我最深)  | "Banquet" (乐宴)                               |                                            |

### Escritor
| Año  | Canción                            | Notas                  |
| ---- | ---------------------------------- | ---------------------- |
| 2018 | "Role" (角色)                      | -                      |
| 2008 | "Little Girl Don't Cry" (娃娃不哭) | (canción para caridad) |

### Novelas
| Año  | Título               | Notas |
| ---- | -------------------- | ----- |
| 2014 | Qi Tan               |       |
| 2011 | Sunny Happiness      |       |
| 2010 | Happy & Love Forever |       |

## Apoyo a beneficencia
En el 2019 junto al grupo R.1.S.E. participaron con GQ China modelando las camisas diseñadas por ellos mismos para organizaciones benéficas.

## Premios y nominaciones
| Año  | Categoría                           | Premio                                           | Trabajo             | Resultado |
| ---- | ----------------------------------- | ------------------------------------------------ | ------------------- | --------- |
| 2020 | Upward Forces of the Year           | GQ China 2020 Men of the Year Award              | -                   | Ganó      |
| 2019 | Goodwill Ambassador                 | GQ 2019 Men of the Year                          | -                   | Ganó      |
| 2019 | Person of the Year                  | Weibo Awards Ceremony                            | -                   | Ganó      |
| 2018 | Most Popular Actor                  | 12th China Golden Eagle TV Arts Festival         | Sparrow             | Ganó      |
| 2018 | Best Actor                          | 29th China TV Golden Eagle Award                 | Sparrow             | Ganó      |
| 2018 | Breakthrough Performance for Actor  | Weibo Movie Night                                | -                   | Ganó      |
| 2017 | Outstanding Actor                   | 27th Zhejiang TV Peony Award                     | Sparrow             | Ganó      |
| 2017 | Best Actor                          | 22nd Huading Award                               | Noble Aspirations   | Ganó      |
| 2017 | Top 10 Audience's Favorite TV Star  | 22nd Huading Award                               | Noble Aspirations   | Ganó      |
| 2016 | Artist of the Year                  | 8th China TV Drama Award                         | -                   | Ganó      |
| 2016 | Most Popular TV Actor               | Tencent Video Star Award                         | -                   | Ganó      |
| 2016 | VIP Star of the Year                | Tencent Video Star Award                         | -                   | Ganó      |
| 2016 | Best Supporting Actor               | 33rd Hundred Flowers Award                       | Mr. Six             | Ganó      |
| 2016 | Most Anticipated Actor              | 16th Chinese Film Media Award                    | Mr. Six             | Nominado  |
| 2016 | Top Ten Golden Songs                | 10th MIGU Music Award                            | "Please Contact Me" | Ganó      |
| 2016 | Style Icon Award                    | Style Icon Asia Award                            | -                   | Ganó      |
| 2015 | Trendy Artist of the Year           | GQ China Men of the Year Award                   | -                   | Ganó      |
| 2014 | Best Actor (Ancient Drama)          | 17th Huading Award                               | Swords of Legends   | Nominado  |
| 2014 | Most Commercially Valuable Actor    | 6th China TV Drama Award                         | Swords of Legends   | Ganó      |
| 2014 | Most Popular Actor (Mainland China) | 6th China TV Drama Award                         | Swords of Legends   | Ganó      |
| 2014 | Most Popular Actor (Mainland China) | 4th iQiyi All-Star Carnival                      | Swords of Legends   | Ganó      |
| 2014 | Newcomer Award                      | 11th Esquire Man At His Best Award               | -                   | Ganó      |
| 2014 | Newcomer Award                      | 11th Elle Style Award                            | -                   | Ganó      |
| 2013 | Acting Idol Award                   | 5th China TV Drama Award                         | -                   | Ganó      |
| 2013 | Most Popular Actor                  | 4th LeTV Award                                   | -                   | Ganó      |
| 2011 | Best New Actor                      | 3rd China TV Drama Award                         | Sunny Happiness     | Ganó      |
| 2010 | Most Promising Artist               | CCTV-MTV Music Award                             | "Mr. Child"         | Ganó      |
| 2009 | Campus Popularity Award             | Music Radio China Top Chart Award                | "Ferris Wheel"      | Ganó      |
| 2008 | Best Newcomer EP                    | 1st New Artist Awards of Top Chinese Music Chart | "Ferris Wheel"      | Ganó      |
| 2008 | Best Newcomer (Mainland China)      | 6th Southeast Music Chart Award                  | "Ferris Wheel"      | Ganó      |